# Фрометівський провулок
Фроме́тівський прову́лок — зниклий провулок, що існував у Московському, нині Голосіївському районі міста Києва, місцевість Деміївка.

## Історія
Провулок пролягав від проспекту Валерія Лобановського до Фрометівської вулиці. Виник у 2-й половині XIX століття під такою ж назвою, як і нині існуючі Фрометівська вулиця та узвіз (на честь домовласника М. Фромета).
Ліквідований у 1970-ті роки у зв'язку з частковою зміною забудови і переплануванням місцевості.